# Corentin Henri Le Fur
Pour les articles homonymes, voir Corentin Le Fur.
Corentin Henri Le Fur est un compositeur de musique de film et producteur de trames sonores français, né le 7 juillet 1996 à Beauvais et installé à Londres. En 2016, Le Fur rejoint la collaboration entre l'éditeur musical allemand BMG Rights Management et le DJ anglais DJ Fresh afin de créer une équipe de production musicale du nom de The Fallen Angels. Trois ans plus tard, il fonde la société Le Fur Music.

## Biographie
En 2016, Le Fur prit part a l'écriture et la production du single Digital Love, en collaboration avec Digital Farm Animals, W&W et DJ Fresh. Par la suite, le succès de ce single donna l'opportunité à Le Fur de travailler sur de futurs morceaux avec Diplo, Fatman Scoop, Kylie Minogue, Bad Company UK et TV Noise.
En 2017, Le Fur contribua à la composition de l'album Ice Station Zero de Bad Company UK, composant et co-produisant le morceau Ruckus, en hommage à l'hymne Drum and Bass de 2005:  Pendulum - Tarantula. Plus tard dans la même année, Le Fur débuta une collaboration musicale avec le DJ Anglais Afishal dans le cadre du développement de la partie musicale du projet Visual DJ, permettant à Afishal de contrôler un signal vidéo et audio, en utilisant un Périphérique MIDI appelé Tremor.
En 2019, les travaux de Corentin Henri Le Fur furent utilisés dans le film de Michael Bay: 6 Underground, ainsi que dans l'émission Next In Fashion produite par Netflix. Au cours des mois suivants, Le Fur fit ses débuts en tant que compositeur de musique de film, en fournissant entre autres des compositions pour l'éditeur de jeux vidéo Epic Games dans cadre de la promotion de leur produit-phare: Fortnite. Durant cette année, Le Fur fut nommé, puis remporta un Mark Award lors de la cérémonie anglaise des Production Music Awards pour son morceau Venus Bass Trap, dans la catégorie Meilleure composition Hip-Hop/R&B/Urbain,.

## Discographie

### Albums
- 2018 : EDM With Attitude (en collaboration avec DJ Fresh et Willem Vanderstichele)
- 2020 : Galvanised EDM (en collaboration avec Andy Garcia)
- 2020 : Swagger Riffs
- 2021 : Hype Hop Hitters
- 2021 : Summer Bangers
- 2021 : Future Waves (en collaboration avec Andy Garcia)
- 2021 : Hype Hop Hitters vol. 2
- 2022 : Glitch Funk vol. 2
- 2022 : Rhythmic Intensity vol. 2
- 2022 : Hot Summer
- 2022 : Boombox Brass Hop

### Chansons
- 2017 : Digital Farm Animals & Hailee Steinfeld - Digital Love (auteur, producteur)
- 2017 : Bad Company UK - Ruckus (ft. MC $pyda) (auteur, producteur)
- 2018 : Afishal - Alliance (auteur, producteur)
- 2018 : Afishal - Attitude (auteur, producteur)
- 2019 : Afishal - Twerk It (auteur, producteur)
- 2020 : Afishal - Sax in Jamaica (auteur, producteur)
- 2021 : A.R.T - Sail Away (auteur, producteur)

## Distinctions

### Récompenses
- Mark Awards dans la catégorie Meilleure composition Hip-Hop/R&B/Urbain - Production Music Awards 2019 pour Venus Bass Trap [10]